# Forsstroemia goughiana
Forsstroemia goughiana là một loài Rêu trong họ Leucodontaceae. Loài này được (Mitt.) S. Olsson, Enroth & D. Quandt mô tả khoa học đầu tiên năm 2011.